# Lyon Open
A Lyon Open 2020-ban WTA International, majd 2021-től évente megrendezésre kerülő WTA250 kategóriájú női tenisztorna a franciaországi Lyonban. A tornát fedettpályán, kemény borításon rendezik, amelyre első alkalommal 2020. március 2−8. között került sor.
A főtáblán 32-en kapnak helyet, mellettük 32-en a kvalifikációból indulhatnak, és 16 csapat párosban mérheti össze tudását.

## A döntők eredményei

### Egyéni
| Év   | Bajnok       | Döntős              | Eredmény      |
| ---- | ------------ | ------------------- | ------------- |
| 2022 | Csang Suaj   | Dajana Jasztremszka | 3–6, 6–3, 6–4 |
| 2021 | Clara Tauson | Viktorija Golubic   | 6–4, 6–1      |
| 2020 | Sofia Kenin  | Anna-Lena Friedsam  | 6–2, 4–6, 6–4 |

### Páros
| Év   | Bajnokok                         | Döntősök                                  | Eredmény         |
| ---- | -------------------------------- | ----------------------------------------- | ---------------- |
| 2022 | Laura Siegemund Vera Zvonarjova  | Alicia Barnett Olivia Nicholls            | 7–5, 6–1         |
| 2021 | Viktória Kužmová Arantxa Rus     | Eugenie Bouchard Olga Danilović           | 3–6, 7–5, [10–7] |
| 2020 | Laura Ioana Paar Julia Wachaczyk | Lesley Pattinama Kerkhove Bibiane Schoofs | 7–5, 6–4         |